# مجموعه آب‌انبار احمدآباد
مجموعه آب‌انبارهای احمدآباد مربوط به دوره قاجار است و در شهرستان اردکان، احمدآباد، خیابان امام خمینی، کوچه شهید عبدالکریمی واقع شده و این اثر در تاریخ ۱۰ خرداد ۱۳۸۲ با شمارهٔ ثبت ۹۱۰۸ به‌عنوان یکی از آثار ملی ایران به ثبت رسیده است.